# 利文斯頓 (伊利諾伊州克拉克縣)
利文斯頓（英語：Livingston）是位於美國伊利諾伊州克拉克縣的一個非建制地區。該地的面積和人口皆未知。

## 地理
利文斯頓的座標為39°24′24″N 87°38′46″W / 39.40667°N 87.64611°W，而該地的平均海拔高度為178米（即584英尺）。